# Кызылканат
Кызылканат (каз. Қызылқанат) — упразднённое село в Сузакском районе Южно-Казахстанской области Казахстана. Входило в состав Кумкентского сельского округа. Исключено из учётных данных в 2017 г. Код КАТО — 515643200.

## Население
В 1999 году население села составляло 459 человек (220 мужчин и 239 женщин). По данным переписи 2009 года, в селе проживало 538 человек (274 мужчины и 264 женщины).